# Anthony Bennett
Anthony Bennett (ur. 14 marca 1993 w Toronto) – kanadyjski koszykarz grający na pozycji silnego skrzydłowego.
Dwukrotnie (2010, 2011) wziął udział w turnieju Nike Global Challenge, zdobywając srebrny medal w 2011 roku, został wtedy zaliczony do I składu imprezy. Wystąpił w czterech spotkaniach gwiazd szkół średnich – Jordan Classic International (2010), McDonald’s All-American (2012), Jordan Classic (2012), Nike Hoop Summit (2012). W 2012 został zaliczony do II składu najlepszych zawodników amerykańskich szkół średnich przez USA Today.
W drafcie NBA w 2013 roku został wybrany przez Cleveland Cavaliers z pierwszym numerem. Jest pierwszym Kanadyjczykiem w historii wybranym z pierwszym numerem.
Po sezonie gry w Cavaliers, 23 sierpnia 2014, w ramach wymiany między trzema klubami przeszedł do Minnesoty Timberwolves. 23 września 2015 roku został zwolniony przez klub z Minneapolis.
28 września 2015 roku podpisał jako wolny agent umowę z kanadyjskim klubem Toronto Raptors. 1 marca 2016 roku został zwolniony przez Raptors.
14 lipca 2016 zawarł kontrakt z Brooklyn Nets. 9 stycznia 2017 został zwolniony przez klub. 13 stycznia został zawodnikiem tureckiego Fenerbahçe. 25 maja został zwolniony. 22 września podpisał umowę z Phoenix Suns. 11 października opuścił klub.
Pod koniec lipca 2019 dołączył do Houston Rockets. 9 października opuścił klub.
25 sierpnia 2021 został zawodnikiem Hapoelu Jerozolima. 3 stycznia 2022 opuścił klub.

## Osiągnięcia
Stan na 3 stycznia 2022, na podstawie, o ile nie zaznaczono inaczej.

### NCAA
- Uczestnik turnieju NCAA (2013)
- Najlepszy pierwszoroczny zawodnik sezonu konferencji Mountain West (MWC – 2013)
- Zaliczony do składów:
  - AP Honorable Mention All-American (2013)
  - I składu:
    - All-MWC (2013)
    - turnieju:
      - Mountain West (2013)
      - Global Sports Classic (2013)

### Inne
- Mistrz Euroligi (2017)

### Reprezentacja
Seniorów
- Brązowy medalista mistrzostw Ameryki (2015)
- Wicemistrz:
  - igrzysk panamerykańskich (2015)
  - kwalifikacji olimpijskich (2016)
- Zwycięzca turnieju kontynentalnego Tuto Marchanda (2015)

Młodzieżowe
- Brązowy medalista mistrzostw:
  - Ameryki U–16 (2009)
  - świata U–17 (2010)